# Leandro de Oliveira
Leandro Prates de Oliveira (* 2. Februar 1982 in Vitória da Conquista; † 6. Juli 2021 in São Paulo) war ein brasilianischer Mittel- und Langstreckenläufer.
Über 1500 m gewann er bei den Leichtathletik-Südamerikameisterschaften 2007 in São Paulo Silber. Bei der Iberoamerikanischen Meisterschaften 2010 wurde er über 1500 m Dritter und siegte über 3000 m.
2011 errang er jeweils Gold bei den Südamerikameisterschaften in Buenos Aires und bei den Panamerikanischen Spielen in Guadalajara.
Leandro de Oliveira, Gefreiter der brasilianischen Militärpolizei, verunglückte 2021 bei einem Sturz über eine Klippe mit einem Motorrad tödlich.

## Persönliche Bestzeiten
- 800 m: 1:49,70 min, 13. Juni 2007, Itajaí
- 1000 m: 2:20,95 min, 21. Mai 2006, Belém
- 1500 m: 3:40,07 min, 11. Juni 2008, Avellino
- 2000 m: 5:05,61 min, 14. Mai 2008, Fortaleza
- 3000 m: 7:51,08 min, 19. Mai 2010